# Ley de Metcalfe
La ley de Metcalfe dice que el valor de una red de telecomunicación aumenta proporcionalmente al cuadrado del número de usuarios del sistema (n2). 
Formulada por primera vez en 1976 por Robert Metcalfe en relación con Ethernet, la ley de Metcalfe explica muchos de los efectos de red de las tecnologías y redes de comunicación, como Internet o la World Wide Web.
La ley suele ilustrarse con el ejemplo de aparatos de fax: una única máquina de fax es inútil, pero su valor se incrementa con el número total de máquinas de fax de la red, debido a que aumenta el número de personas con las que se puede comunicar.

## Aplicaciones de la ley de Metcalfe
La ley de Metcalfe puede aplicarse no solo a las telecomunicaciones, sino también a casi cualquier sistema que intercambie información. Algunos ejemplos de estos sistemas son los teléfonos, los aparatos de fax, los sistemas operativos, las aplicaciones de software, las redes sociales y, más recientemente, los activos digitales basados en Cadena de bloques.
La Ley de Metcalfe predice frecuentemente si un producto o estándar tenderá a dominar el mercado. Esto tiene implicaciones por las cuales una solución innovadora puede introducirse en un mercado que requiere otras interfaces.

## Revisiones
Ha habido posteriores revisiones, sin embargo, al valor añadido estimado; por ejemplo, la Ley de Metcalfe exagera el beneficio. Dado que un usuario no puede conectarse con él mismo, el cálculo se reduce al número de aristas de un grafo completo de n vértices.
{\displaystyle {\frac {n(n-1)}{2}}}
En marzo de 2006, Andrew Odlyzko y Benjamin Tilly publicaron un borrador de un artículo que concluía en que la Ley de Metcalfe sobreestimaba significativamente el valor de las conexiones añadidas. La regla dice: "el valor de una red con n nodos no es el cuadrado de n, sino n veces el logaritmo de n." Su principal justificación es la idea de que no todas las conexiones potenciales en una red tienen el mismo valor. Por ejemplo, la mayoría de las personas telefonean a su familia más a menudo que a un ciudadano de otro país. En la IEEE Spectrum de julio de 2006, Bob Briscoe, Odlyzko y Tilly afirman: "La Ley de Metcalfe es errónea". Robert Metcalfe respondió al artículo de IEEE, defendiendo la ley que lleva su nombre, en la bitácora de un compañero.
Por el contrario, la ley de Reed muestra que la ley de Metcalfe minusvalora el valor de las conexiones añadidas. No solo es un miembro conectado a la red como un todo, sino que además a muchos subconjuntos de este todo. Estos subconjuntos añaden valor independiente del individuo o de la red como un todo. Incluir los subconjuntos en el cálculo del valor de la red aumenta su valor con mayor velocidad que incluir solo los nodos individuales.

## Limitaciones
Además de la dificultad de cuantificar el valor de una red, la justificación matemática de la ley de Metcalfe únicamente mesura el número potencial de contactos; el lado tecnológico de una red. Así mismo, la utilidad social de una red depende del número de nodos en contacto.Si hay barreras de idiomas u otras razones por las cuales gran parte de una red no esta en contacto, el efecto puede ser menor.
La ley de Metcalfe da por hecho que el valor de cada nodo es igual. Pero si no es el caso, el valor relativo de una conexión adicional disminuirá. Del mismo modo, en las redes sociales, si los usuarios que se acaban de unir a ellas las utilizan menos que los usuarios que se han unido hace más tiempo, el beneficio de cada usuario adicional puede disminuir, haciendo que la red general sea menos eficiente si los costes por usuario son fijos.

## Validación de cifras reales
Durante 30 años no hubo pruebas reales a favor o en contra de la ley de Metcalfe. No fue hasta julio de 2013 cuando investigadores holandeses consiguieron analizar los patrones de uso de Internet en Europa durante tiempo suficiente y encontraron la proporcionalidad de {\displaystyle n^{2}} para valores pequeños de n i la proporcionalidad (n log n) para valores grandes de n. Meses después, Metcalfe aportó pruebas adicionales: utilizó los datos de Facebook de los últimos diez años para mostrar una buena adaptación a la ley de Metcalfe.
En 2015, Zhang, Liu i Xu ampliaron los resultados de Metcalfe mediante datos de Facebook y Tencent, la compañía de redes sociales más grande de China. Su trabajo demostró que la ley de Metcalfe se mantenía para los dos, pese a la diferencia de público entre los dos sitios; Facebook atiende una audiencia mundial y Tencent solo sirve a los usuarios chinos. Las funciones de Metcalfe de los dos sitios eran las siguientes:
{\displaystyle V_{Tencent}=7.39\times 10^{-9}\times n^{2}}
{\displaystyle V_{Facebook}=5.70\times 10^{-9}\times n^{2}}
En 2018, Peterson aplicó la ley de Metcalfe a la criptomoneda Bitcoin, y demostró que la ley de Metcalfe determinaba más del 70% del valor del Bitcoin. En un trabajo aún no publicado, Peterson proporcionó una derivación matemática que relacionaba conceptos tradicionales de valor de dinero al valor de Metcalfe, y utilizó Bitcoin y Facebook como ejemplos numéricos de la prueba.